# Historia del transporte
La historia del transporte es una pintura mural realizada al fresco por Hernando Tejada para decorar el edificio de la empresa Ferrocarriles Nacionales. La obra fue inaugurada en 1954. Junto a la historia de Cali, es la muestra más grande de muralismo en Colombia.

## Historia
A principios de la década de 1950 un mural realizado por Tejada fue borrado en la ciudad de Bogotá por orden del entonces presidente Laureano Gómez debido a la proximidad del mural a otro realizado por el Partido Comunista Colombiano. Luego de esto, Tejada fue llamado a Cali para adornar las instalaciones de Ferrocarriles Nacionales, edificio que se planteó inicialmente como la gran estación de las Américas.
Al margen de los años de preparación, Tejada pasó todo un año realizando el mural sobre la pared del edificio. Para ello se trasladó a vivir a una casa a 40 metros de la obra y contó con la ayuda del italiano Ernesto Buzzi, y otros artistas que participaron de manera temporal como Enrique Grau y Alejandro Obregón. La obra no pudo ser inaugurada como se tenía previsto debido a la explosión de Cali del 7 de agosto de 1954, al detonarse un camión de dinamita en la estación de ferrocarriles.. La primera restauración la hizo el propio artista, Tejada, usando una manguera de un carro de bomberos, ya que sabía que la técnica utilizada podía aguantar la presión del agua. El 2018 se realizó una segunda restauración completa.

## La obra
El mural cuenta con unas dimensiones de 9,50 metros de altura por 20 metros de ancho. El mural representa la evolución de los medios de transporte desde los inicios de la ciudad, pasando desde la tracción animal y el transporte fluvial hasta el tren y la aviación.